# Meander (website)
Meander is een Nederlandstalig literair e-zine, dat in het najaar van 1995 werd opgericht door Rob de Vos. Tegenwoordig is Meander geheel gewijd aan poëzie, maar in het verleden heeft Meander ook aandacht besteed aan proza.
Meander richt zich vooral op het brengen van werk van nieuw dichttalent. Daarnaast besteedt het e-zine aandacht aan reeds bekende dichters en aan niet-Nederlandstalige poëzie. Nieuwe dichtbundels worden gerecenseerd.
Meander bestaat uit een website en een driewekelijkse e-mailuitgave. Daarnaast zijn er de Meander Klassiekers, besprekingen van het beste werk van de bekendste Nederlandse en Vlaamse dichters van na 1880. 

## Meanderdichtersprijs
Meander organiseert ook wedstrijden, zoals de Meanderdichtersprijs in 2008 (Vicky Francken), 2009 (Frouke Arns), 2010 (Ellen Deckwitz), 2017 (Merel van Slobbe), vanaf 2018 kreeg de prijs een nieuwe naam. De Rob de Vos-prijs. 2019 (Mandy Eggerding, 2020 (Daphne Schrijvers).  Er was ook een poëziewedstrijd voor jongeren in 2004 (Mirjam Delen) en 2005 (Sander Meij). 
Het e-zine wordt financieel ondersteund door de Stichting Literatuursite Meander.